# 武汉站东广场站
武汉站东广场站位于中华人民共和国湖北省武汉市洪山区，是武汉地铁5号线的地铁车站。

## 车站构造
武汉站东广场站位于国铁武汉火车站东广场下，沿东广场南北向呈一字型布置；车站主体为地下三层单柱岛式站台车站，其中地下一层、地下二层为站厅层，地下三层为站台层。车站总长度为241.5m，标准段外包宽度为22.1m。采用明挖顺作法施工。车站共设置3个地铁出入口，3个疏散口及2组风亭。

### 车站出口
|                                                 |      |      |  |
| 出口編號                                        | 設施 | 照片 |  |
| A                                               |      |      |  |
| B                                               |      |      |  |
| C                                               |      |      |  |
| 注： 設有升降機 \| 設有輪椅升降台 \| 設有洗手間 |      |      |  |

## 换乘
- 武汉火车站/武汉站东广场/武汉站西广场：武汉火车站是4号线车站，位于国铁武汉站正下方；武汉站东广场站是5号线车站，位于国铁武汉站东广场；武汉站西广场站是19号线车站，位于国铁武汉站西广场。三站各自独立，需出站换乘。2025年7月31日，3站之间开通虚拟换乘，可持同一单程票、储值卡或乘车码在30分钟内出站前往另一站进站连续计费。[4]

## 图片
- 站厅
- 站厅

## 鄰近地點
- 武汉火车站

### 内部链接
- 武汉地铁车站列表